# Carmen Díez de Rivera Icaza
Carmen Díez de Rivera e Icaza (Madrid, 29 d'agost de 1942 - 29 de novembre de 1999) va ser una política i eurodiputada espanyola que va tenir un paper destacat durant la Transició Espanyola.

## Biografia
Carmen Díez de Rivera va néixer el 29 d'agost de 1942 a Madrid. Va ser la quarta i última filla dels marquesos de Llanzol, Francisco de Paula Díez de Rivera i Casado, i María Sonsoles de Icaza i de León. Els seus tres germans són Sonsoles, Francisco i Antonio. Quan tenia 17 anys va començar a treballar a la Revista de Occidente i va simultanejar amb els estudis de Filosofia i Lletres i els de Ciències Polítiques, estudis que va ampliar posteriorment a la Sorbona (França) i Oxford (Regne Unit). En aquesta època es va enamorar d'un dels fills de Ramón Serrano Súñer i van programar les seves noces. Va ser llavors quan va descobrir que el seu pare biològic era Serrano Súñer i que el matrimoni no podria celebrar-se. Arran d'aquest fet, va ingressar en un convent i més tard va marxar com a cooperant a Costa d'Ivori, on va romandre tres anys.
El 1976, amb 33 anys, va ser nomenada directora del Gabinet d'Adolfo Suárez, càrrec que va abandonar l'any següent. Prèviament havia treballat amb Suárez a l'època quan aquest va estar al capdavant de Radio televisió Espanyola. Va ser militant de la Unión Social-Demócrata Española (USDE) de Dionisio Ridruejo, però després de la mort del seu fundador, el 1977 es va afiliar al Partido Socialista Popular (PSP) d'Enrique Tierno Galván. Va ser coneguda per l'àlies de «La musa de la Transició».
A les eleccions al Parlament Europeu de 1987 va tornar a col·laborar amb Adolfo Suárez com a integrant de la llista electoral del Centre Democràtic i Social (CDS), i va obtenir un escó com eurodiputada. Al setembre de 1988 va abandonar el CDS per la seva discrepància per l'ingrés d'aquest partit en la Internacional Liberal. El 9 de gener de 1989 va ingressar en el Partit Socialista Obrer Espanyol (PSOE) i va renovar el seu escó d'eurodiputada a les eleccions al Parlament Europeu de 1989 i a les de 1994. Se li va diagnosticar un càncer de mama i a causa d'aquesta malaltia va abandonar el seu escó a principis de febrer de 1999. Fernando Morán la va incloure en els últims llocs de la seva llista en les eleccions municipals a l'Ajuntament de Madrid del 13 de juny d'aquest any. Va morir el 29 de novembre a l'hospital de San Rafael de Madrid a causa del càncer.